# Supergiant Games
Supergiant Games — американський розробник і видавець відеоігор, розташований у Сан-Франциско. Компанію заснували у 2009 році Амір Рао та Ґевін Саймон, колишні співробітники Electronic Arts. У 2011 році Supergiant випустила свій дебютний проєкт — рольовий бойовик Bastion. Пізніше студія розробила Transistor (2014) та Pyre (2017). У 2020 році Supergiant випустила Hades, яка здобула загальне визнання та була названа однією з найкращих відеоігор. Її продовження, Hades II, вийшло в ранньому доступі у 2024 році.

## Історія

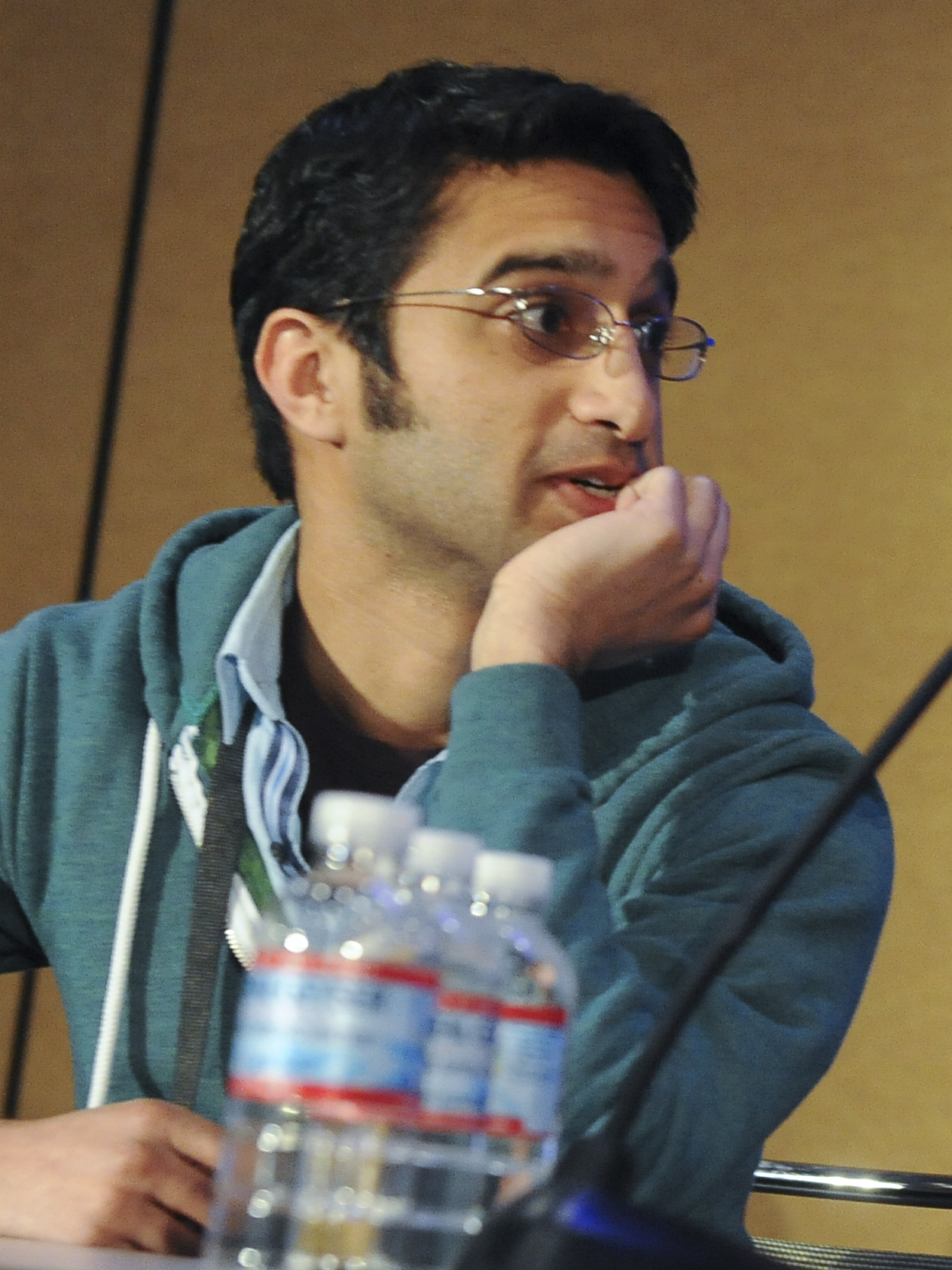
Амір Рао, співзасновник та керівник Supergiant Games

У 2009 році Амір Рао та Ґевін Саймон працювали в лос-анджелеському підрозділі компанії Electronic Arts (EA) над серією Command & Conquer. Того ж року вони пішли з EA, оскільки їх не влаштовувала швидкість виробництва, і вони хотіли попрацювати над новими ідеями в складі невеликої команди. Разом вони заснували студію Supergiant Games і почали розробку власної гри. До них приєдналися сценарист Ґреґ Касавін, художниця Джен Зі, програміст Ендрю Ванг і композитор Даррен Корб. Проєкт фінансувався коштом особистих заощаджень команди. Розробка здебільшого відбувалася в одному будинку в Сан-Хосе, за винятком музики та озвучування, які були записані в Нью-Йорку. У 2010 році студія презентувала ізометричний рольовий бойовик Bastion, який оповідає про протагоніста, що збирає спеціальні камені, щоб забезпечити енергією будову «Бастіон» після апокаліптичного лиха. Гра вийшла у 2011 році, після майже двох років розробки, тоді як її видавцем стала компанія Warner Bros. Interactive Entertainment. Bastion здобула схвальні відгуки критиків. Вона була номінована на кілька нагород, включно з Game Critics Awards та Spike Video Game Awards, і відзначена ігровими виданнями, такими як IGN та Official Xbox Magazine. За кілька років після випуску продажі гри сягнули 3 мільйонів копій.
У 2012 році команда переїхала в новий офіс у Сан-Франциско і збільшила штат співробітників до 12 осіб. Для свого наступного проєкту розробники використали елементи покрокової стратегії та сетинг, натхненний кіберпанком. Рольовий бойовик Transistor, анонсований у 2013 році, розповідає історію співачки Ред, яка бореться з роботами у вигаданому місті Клаудбанк за допомогою меча під назвою «Транзистор». Студія вирішила самостійно видати гру, випуск якої відбувся у 2014 році. Transistor здобула схвальні відгуки критиків. Вона була номінована на кілька нагород, як-от The Game Awards та SXSW Gaming Awards, і відзначена ігровими виданнями, включно з Electronic Gaming Monthly та GameSpot. До кінця 2015 року її продажі сягнули понад 1 мільйона копій. У 2016 році студія анонсувала Pyre (2017). На відміну від ізометричної графіки попередніх ігор, Pyre використовувала 2D-графіку, а також мала елементи спортивних ігор. З огляду на сюжет, гра оповідає про протагоніста, який веде групу вигнанців до свободи через містичне чистилище в стилі епічного фентезі, беручи участь у стародавніх обрядах. Pyre здобула схвальні відгуки критиків. Вона була номінована на кілька нагород, включно з Golden Joystick Awards та премією «Веббі», і відзначена ігровими виданнями, як-от Eurogamer та Polygon.
Після випуску Pyre студія хотіла попрацювати над проєктом із раннім доступом, щоб отримувати відгуки гравців у процесі розробки та вдосконалювати гру перед її повноцінним випуском. На той час у студії працювало трохи менш як 20 осіб. Розробники знову використали ізометричну графіку та додали в ігровий процес елементи roguelike. Hades була анонсована й випущена в ранньому доступі у 2018 році. Сюжет гри розповідає про Загрея, сина Аїда, який намагається втекти з потойбічного світу та дістатися до гори Олімп. Повноцінний випуск Hades відбувся у 2020 році. Гра здобула загальне визнання. Вона була номінована на безліч нагород, будучи першою грою, що отримала премію «Г'юго», і відзначена низкою видань. Крім того, її було названо однією з найкращих відеоігор, а її продажі сягнули понад 1 мільйона копій у рік випуску. У 2022 році студія анонсувала продовження, Hades II, розробка якого почалася роком раніше. Як і перша частина, гра спочатку вийшла в ранньому доступі в травні 2024 року. Сюжет оповідає про Меліною, сестру Загрея, яка прагне перемогти титана часу Хроноса з допомогою олімпійських богів.

## Розроблені ігри
| Рік  | Назва      | Платформа                                                                                                  | Видавець                                                 |
| ---- | ---------- | --- | -------------------------------------------------------- |
| 2011 | Bastion    | iOS, Linux, macOS, Microsoft Windows, Nintendo Switch, PlayStation 4, PlayStation Vita, Xbox 360, Xbox One | Supergiant Games, Warner Bros. Interactive Entertainment |
| 2014 | Transistor | Apple TV, iOS, Linux, macOS, Microsoft Windows, Nintendo Switch, PlayStation 4                             | Supergiant Games                                         |
| 2017 | Pyre       | Linux, macOS, Microsoft Windows, PlayStation 4                                                             | Supergiant Games                                         |
| 2020 | Hades      | iOS, macOS, Microsoft Windows, Nintendo Switch, PlayStation 4, PlayStation 5, Xbox One, Xbox Series X/S    | Netflix, Private Division, Supergiant Games              |
| Н/Д  | Hades II   | Microsoft Windows                                                                                          | Supergiant Games                                         |